# Escuela de espanto
Escuela de espanto (en inglés Creepschool), es una serie sueca/francesa/canadiense /luxemburguesa animada por Alphanim, Happy Life, CINAR, Lux Animation , AGOGO, EM.TV MERCHSNDISING AG para France 3 , Teletoon y ZDF fue estrenada el 13 de marzo de 2004. La serie trata sobre cuatro niños que se encuentran en un internado. 
El concepto básico fue creado por Torbj ö rn Jansson, y entonces considerablemente fue adaptado y desarrollado por los co-escritores Kristina Mansfeld y Per Carlsson. Ellos también escribieron todas las tramas. Escuela de espanto, ha sido comparada con Gravedale High.

## Argumento
Cuando los cuatro niños, confiados en sí mismos, asisten al internado siniestro que conocen como "la escuela del espanto", emprenden una aventura en un mundo fascinante y sobrenatural. Éstas nuevas aventuras, son para ellos, algo así como pesadillas en la vida natural. Elliot, Josh, Janice y Victoria, comparten juntos problemas diarios.

## Personajes principales
- Elliot
- Janice Kowalsky
- Josh
- Victoria Kaufman
- Director Malcolm
- Elsa
- Gilbert

## Capítulos
| Nº de capítulo | Nombre del capítulo                 |
| -------------- | ----------------------------------- |
| #1 (Piloto)    | Bienvenidos a la Escuela de Espanto |
| #2             | La Mentira de Josh                  |
| #3             | El deseo del Garbo                  |
| #4             | Trucos Que Convidan                 |
| #5             | El Guardián De Los Objetivos        |
| #6             | Que Barro                           |
| #7             | El secreto del poso                 |
| #8             | Endereza El Cuadro                  |
| #9             | El Hazme Reír                       |
| #10            | La Desaparición Del Profesor Samsa  |
| #11            | La fruta prohibida                  |
| #12            | Muy Greandes Para Ositos De Peluche |
| #13            | Deteniendo El Tiempo                |
| #14            | No Dejes Morder A Las Chinches      |
| #15            | Consternado                         |
| #16            | Todo mundo es un ecenario           |
| #17            | Igual que yo                        |
| #18            | Dulce como el chocolate             |
| #19            | La Revuelta                         |
| #20            | El Perfecto Latoso                  |
| #21            | Control Remoto                      |
| #22            | Pasado imperfecto                   |
| #23            | Aunque No Lo Crean                  |
| #24            | Es Difícil Hacer Las Pases          |
| #25            | Fin Del Juego                       |
| #26            | Perdido y encontrado                |